# Orkestratie
Orkestratie of instrumentatie is het toekennen van muziekinstrumenten aan een partij van een compositie en hangt samen met de instrumentatieleer.
De meeste partijen zijn niet voor een willekeurig instrument geschikt of zelfs maar geschikt te maken. De componist houdt doorgaans rekening met de instrumenten waar hij/zij de muziek  voor componeert. Instrumenteigenschappen, waar met componeren / arrangeren rekening mee gehouden moeten worden, zijn:
- de ambitus van het instrument (hoogste/laagste nog comfortabel te spelen noot)
- de klankkleur (een hobo heeft een veel doordringender klank dan een viool)
- instrumentspecifieke (on)mogelijkheden; een viool kan twee tonen tegelijk spelen, de meeste blaasinstrumenten niet; een harp kan geen lange noten spelen; blazers moeten ademhalen; violisten hebben te maken met stokvoering enz.
- het dynamisch bereik
- de samenklank van verschillende instrumenten: fagot en cello versmelten bijzonder mooi met elkaar, maar altviool en klarinet net weer minder

## Handboeken
De handboeken voor orkestratie zijn doorgaans niet te vinden in gewone bibliotheken. Ze zijn meestal wel te vinden in gespecialiseerde bibliotheken van universiteiten en muziekhogescholen wereldwijd.
- Nicolas Rimsky-Korsakow, Principles of Orchestration, (New York (E.F. Kalmus), s.d.
- Ernest Guiraud en Henri Busser, Traité pratique d'instrumentation, Parijs (Durand & Cie), 1933.
- A.F. Marescotti, Les instruments d'orchestre, Parijs (Jean Jobert), 1950.
- Charles Koechlin, Traité de l'orchestration, 1954-1959.
- Cecil Forsyth, Orchestration, Londen (McMillan & C° en Stainer & Bell), 1955.
- Walter Piston, Orchestration, Londen (Victor Gollancz Ltd.), 1961.
- Gordon Jacob, Orchestral Technique, Londen (Oxford University Press), 1962.
- Kent Wheeler-Kennan, The Technique of Orchestration, Englewood Cliffs (Prentice-Hall Inc.), 1964.
- Samuel Adler, The Study of Orchestration, (New York (W.W.Norton & Company, Inc.), 1982.